# ボールドルーラー
ボールドルーラー（Bold Ruler、1954年4月6日 - 1971年7月12日）は、アメリカ合衆国のサラブレッドの競走馬・種牡馬。競走馬時代は同世代のギャラントマンやラウンドテーブルら強力なライバルを相手にプリークネスステークス、トレントンハンデキャップなどに勝ち、1957年アメリカ年度代表馬に選ばれた。種牡馬としての成績が顕著で、アメリカリーディングサイアーの座に8度輝いた。代表産駒はアメリカ三冠馬セクレタリアトなど。馬名は大胆な支配者の意。

## 出生
ボールドルーラーは、その父ナスルーラのシンジケートを形成していた馬産家グラディス・ミルズ・フィップスの擁するホイートリーステーブル（Wheatley Stable）名義の元、ケンタッキー州レキシントン郊外パリのクレイボーンファームで1954年に生産されたサラブレッドの牡馬であった。母馬ミスディスコはクレイボーンファームの場長であったアーサー・ボイド・ハンコック2世が27,500ドルで購入した繁殖牝馬で、フィップスはハンコックから同馬を譲り受けて、クレイボーンファームで生産を行っていた。ミスディスコは繁殖牝馬として多数の活躍馬を出し、その中で最も活躍したのが第4仔のボールドルーラーであった。生まれた4月6日には、同じクレイボーンファームでのちのライバルとなるラウンドテーブルも生まれていた。
ボールドルーラーは体高16ハンド1.5インチ（約166.4センチメートル）で、のちにボールドルーラーが出す産駒に比べると小柄であったが、同世代のギャラントマンなどと比べるとやや大きな馬体であった。後躯が発達しており、デイリー・レーシング・フォームの記者チャールズ・ハットンはその馬体について、長い骨盤とそこから飛節までの並外れた長さ、および均整の取れた関節と蹄を持っていると言及している。顔つきは額から鼻までの鼻梁（鼻筋）が膨らんだ「兎頭」で、これは父ナスルーラに似ているものであった。同じ父で上の世代であったナシュアともよく比較されており、スポーツ・イラストレイテッド誌の記者ホイットニー・タワーは2歳頃のボールドルーラーに対して「同じ時期のナシュアに比べて小柄で軽めだが、予測不能なナスルーラ譲りの気性はよく似ている」と評している。一方で口元が弱く、また後述する怪我により慢性的な関節炎を持病としていた。

## 経歴
※特記がない限り、競走はすべてダートコースのもの。

### 2歳時（1956年）
1956年、ボールドルーラーはジェームズ・エドワード・フィッツシモンズ調教師に預けられ競走馬として訓練を重ねた。ボールドルーラーは早熟で、トレーニングを始めてまもなく2ハロンを22秒で駆け抜けて周囲を驚かせたという。フィッツシモンズはボールドルーラーについて「調教の時は最高にいい馬なのだが、競走に出ると怠け者になってしまう」と語っていた。
同年4月にニューヨーク州のジャマイカ競馬場の未勝利戦で早々とデビューを迎えると、これを後続に3馬身半差をつけて楽々と勝ち上がった。続くジャマイカとベルモントパーク競馬場でのアローワンス（一般定量戦）を連勝すると、5月2日のユースフルステークスでステークス競走勝ちも収め、さらにジュヴェナイルステークスでは5ハロンを56秒で走り抜けて、フロリダの強豪キングハイランに勝利した。しかし、ボールドルーラーはゲートに難があり、鞍上を務めたエディ・アーキャロも「ゲートに入ると途端に別の馬になってしまう」と語っている。事実、ユースフルステークスで発走の際にはゲートに後肢をぶつけてしまい、以後左の飛節に持病を抱えるようになってしまった。また、ジュヴェナイルステークスのあとに捻挫を発症、秋まで休養に入っている。
9月24日に迎えた復帰戦のアローワンス競走ではナッシュヴィルという馬の2着に敗れたものの、続くベルモントパークでの一般戦（6ハロン）ではニアークティックやコーホーズ、アイアンリージといった同世代の強豪を1分9秒80のタイムで破った。翌戦のフューチュリティステークス（6.5ハロン）ではボールドルーラーが1番人気となり、それに応えて2着グリークゲームを2馬身1/4差で破ってゴール、1分15秒20のタイムで優勝している。この時点でボールドルーラーは2歳世代トップクラスの評価を受けており、同じく2歳世代トップと目されるバービゾンとの対決が注目されていた。
10月27日のガーデンステート競馬場で行われたガーデンステートステークス（8.5ハロン）は、登録料の積み立てで総賞金は319,210ドル、1着賞金は170,000ドルに膨れ上がっていた。1番人気に支持されたボールドルーラーのほか、バービゾンやアイアンリージなどの強豪馬19頭が集まって、2歳戦の大一番となっていた。この競走を制したのはバービゾンで、一方のボールドルーラーはゲートで暴れて出遅れてしまい、道中で力を使い果たして17着と大敗を喫した。11月6日のレムゼンステークス（ジャマイカ・8.5ハロン）はボールドルーラーの同年最後の競走となったが、ここでも出遅れて失速、鞍上のアーキャロは途中で馬を止めてしまった。
この年、ボールドルーラーは10戦7勝の成績を残し、バービソンに次ぐ2歳フリーハンデ第2位にランクされた。しかし、8.5ハロン戦2連続での大敗から、ボールドルーラーにはスプリンターであると評価され始め、クラシック候補から外れかけていた。

### 3歳春（1957年）
ボールドルーラーの早熟を懸念したフィッツシモンズ調教師は、早い時期に勝ち鞍を積ませたいと考え、3歳になった1957年の1月からフロリダでボールドルーラーを始動させた。3歳初戦は1月30日のハイアリアパーク競馬場でのバハマステークス（7ハロン）で、ここでは126ポンドを積まれながらも、12ポンド軽いジェネラルデューク相手に4馬身半差をつけ、1分22秒00のトラックタイレコードで優勝した。
翌戦2月16日のエヴァーグレーズステークスでは再びジェネラルデューク、およびアイアンリージのカルメットファームの2頭と対戦となり、以後フロリダ戦線では常に轡を並べていった。この競走は9ハロンの中距離戦であったが、再び12ポンド差を与えていたジェネラルデューク相手にアタマ差の2着と健闘、この距離でも戦えることを示した。3月2日のフラミンゴステークス（ハイアリアパーク・9ハロン）は総賞金100,000ドル、斤量差のない定量戦（122ポンド）で行われた。レースはフェデラルヒルの引っ張る速い流れの中、ボールドルーラーはジェネラルデュークをクビ差抑え込んで1分47秒00のトラックレコードで優勝、中距離適性を証明することに成功した。フロリダ戦線の最重要競走である3月30日のフロリダダービー（ガルフストリームパーク・9ハロン）には25,000人の観衆が集まるなか行われ、ここでは一転してジェネラルデュークがボールドルーラーを1馬身半差で破り、1分46秒80の世界タイレコードで優勝している。この3競走とも、3着に入ったのはアイアンリージであった。

### クラシック戦線（1957年）
フロリダダービーの後、フィッツシモンズ調教師はボールドルーラーをニューヨークに戻し、4月のジャマイカ競馬場で行われたウッドメモリアルステークス（9ハロン）に出走させた。ここではギャラントマンとの対決になり、ボールドルーラー鞍上のアーキャロはスローペースを作って楽勝するかに思えたが、最後の直線でギャラントマンが猛然と追い込み、ともに1分48秒80のトラックレコードでゴール、ハナ差でボールドルーラーがギャラントマンを降した。
1957年5月4日のケンタッキーダービー（チャーチルダウンズ・10ハロン）にはボールドルーラーのほか、アイアンリージやギャラントマン、ブルーグラスステークスを制してきたラウンドテーブルなどが集う一方、本来最も人気を集めていたジェネラルデュークが跛行のため当日に出走を取り消していた。このため、当日に集った約90,000人の観衆が選ぶ1番人気にボールドルーラーが押し上げられ、単勝オッズは2.2倍にまでなっていた。レースはフェデラルヒルが先頭に立ち、その後ろにボールドルーラー、その後ろ3番手にアイアンリージがつける展開で道中進んでいった。残り2ハロンというところでアイアンリージが先頭に襲い掛かり、残り1ハロンの標識時点でアイアンリージがフェデラルヒルを半馬身捉えると、そこに後方一気のギャラントマンが猛追してきた。この後ギャラントマンは鞍上のウィリー・シューメーカーがゴール板を誤認して失速、その隙にアイアンリージがゴールにハナ差先んじて飛び込んで優勝を手にした。一方で、ボールドルーラーは直線で失速、ラウンドテーブル（3着）にも抜かれて4着で競走を終えた。この競走でのアーキャロの騎乗について、手綱を早く引きすぎて失速したのだと責める声もあり、アーキャロ自身も後年「（ボールドルーラーは）実に頭の良いやつで、私よりよく競馬を知っているとしか考えられない。なにしろペース配分まで自分で勝手に決めるんだから。ケンタッキーダービーでは手綱を引きすぎて彼に悪いことをしたと今でも思っている」と語っている。
続く2冠目のプリークネスステークス（ピムリコ・9.5ハロン）は5月18日で、ギャラントマンやラウンドテーブルが回避する一方で、ボールドルーラーはその5日前に行われたプリークネスプレップという8.5ハロンの一般競走に出走、これを勝って本番に臨んだ。プリークネスステークス当日は32,856人の観衆が見守るなか行われ、有力馬が回避したこともあって、アイアンリージが1番人気単勝2.2倍に推され、またボールドルーラーは2番人気2.4倍と人気を分けていた。小回りで直線の短いピムリコ競馬場で先行策をとることを案じた陣営は、この日のためにボールドルーラーに後方にスリットの入った特注のブリンカーを用意、また繊細な口元につける馬具も改良した。レースが始まり、ゲートが開くとフェデラルヒルとボールドルーラーが先頭争いをはじめ、結果ボールドルーラーが先手を奪う。2番手にフェデラルヒル、そしてアイアンリージはフェデラルヒルの2馬身後方につけて前半が進んでいった。前半4ハロンで46秒40というハイペースで、フェデラルヒルが脚を使い果して下がっていくなか、アイアンリージは鞍上のビル・ハータックが合図をかけるものの反応は鈍く、一方でボールドルーラーは止まることなくゴール、1分56秒20のタイムで優勝を手にした。アイアンリージは2馬身離された2着、クビ差で3着に大穴55倍のインサイドトラクトという馬が入っている。
6月15日に迎える三冠最終戦のベルモントステークス（ベルモントパーク・12ハロン）までの短い間、ボールドルーラーは休養に充てられて英気を養った。アイアンリージが骨折のため回避した同競走において、目下のライバルはピーターパンハンデキャップを制してきたギャラントマンで、ボールドルーラーとギャラントマン（およびギャラントマン陣営のペースメーカーであるボールドネロ）はともに単勝4.9倍と人気で並び立っていた。レースはプリークネスと同様のボールドルーラーによる素早いスタートダッシュに始まり、先頭に立つボールドルーラーにボールドネロが追いかけることで、ペースを大幅に上げる展開を繰り広げていた。10ハロン通過時点のタイムは2分01秒40で、これはワーラウェイのケンタッキーダービーでの走破レコードタイムと同じという驚異的なペースであった。その10ハロン時点でギャラントマンと鞍上のシューメーカーは動き出し、先頭までの7馬身差を縮めはじめていった。ギャラントマンはまもなくボールドルーラーを捉え、その先に残っていたインサイドトラクトをも突き放して8馬身差の圧勝、ダート12ハロンの全米レコードを15年ぶりに塗り替える2分26秒60のタイムで優勝した。ボールドルーラーはインサイドトラクトから4馬身遅れて3着でゴールしている。

### 3歳後半（1957年）
フィッツシモンズ調教師はベルモントでの競走後「私の馬は12ハロンには向かないな。けど夏のシカゴ（アメリカンダービーやアーリントンクラシック）では問題ないだろうさ」と次走の構想を語っていたが、その後ボールドルーラーがアフリカ睡眠病を疑わせる無気力状態を呈したため、9月まで休養に充てられている。
休養明けは9月9日のナイターハンデキャップ一般競走（6ハロン）で、ここでは128ポンドを積んで、7ポンド軽いグリークゲームを1分10秒20のタイムで破っている。5日後のジェロームハンデキャップ（ベルモントパーク・8ハロン）では130ポンドを課せられるものの、17ポンド軽いビュロークレーシーという馬を6馬身離して優勝、1分35秒00のトラックレコードも記録した。次に迎えたウッドワードステークスは10ハロンの中距離戦で、ここでは古馬デディケートとギャラントマンに敗れて3着に終わっている。
中距離路線で負けこそすれど、短距離路線では依然として猛威を振るった。10月9日のヴォスバーグハンデキャップ（ベルモントパーク・7ハロン）では古馬を相手にしながらもトップハンデの斤量130ポンドを課されたが、それでも2着馬に9馬身差をつける圧勝、さらに勝ちタイムの1分21秒40は51年前にローズベンが記録したものを0秒60縮めるトラックレコードであった。続くクィーンズカウンティハンデキャップでは（8.5ハロン）ではさらに133ポンドを積まれたが、それでも22ポンド軽いプロミスドランドなどをまとめて破り、その先のベンジャミンフランクリンハンデキャップ（8.5ハロン）では136ポンドと更なる斤量を積まれながらも、今度は27ポンド軽い2着馬相手に12馬身差の圧勝劇を見せている。
11月9日のガーデンステート競馬場で行われるトレントンハンデキャップ（10ハロン）は賞金総額75,000ドルが用意されており、年度代表馬争いの決定戦となる年末の大一番として目されていた。ボールドルーラーのほかにもラウンドテーブルやギャラントマン、さらにデディケートなどが登録していたが、デディケートは跛行のため登録を取り消しており、実質的にはすでに「3歳三強」と評価の固まっていた3頭による直接対決となっていた。この競走でボールドルーラーはラウンドテーブルとギャラントマンよりも2ポンド軽い斤量が課せられており、これはボールドルーラーがこの距離での実績が薄かったことに起因していると考えられた。大方の予想通り、ゲートが開くとボールドルーラーが足早に飛び出して先頭に立ち、そこにラウンドテーブルが4馬身ほど後ろにつける展開でレースは始まる。バックストレッチではボールドルーラーとラウンドテーブルの差は8馬身ほどに広がり、ギャラントマンがその後ろ2馬身ほどつけていた。コーナーに入ってギャラントマンが追い込みをかけ始めたが、ボールドルーラーの勢いは止まることなく直線に突入、2分01秒60のトラックレコードで逃げ切りに成功した。2馬身半離された2着にギャラントマン、さらに8馬身半離された3着にラウンドテーブルが入った。鞍上を務めたアーキャロは、勝利後に「彼はナシュアよりもいい馬だ、彼こそがA級だよ」と語っている。
ボールドルーラーは同年16戦11勝、獲得賞金415,160ドル、ケンタッキーダービーでの4着を除いて着外なしの成績を収めた。デイリー・レーシング・フォームの記者33名による年度代表馬選考において、ボールドルーラーは最多の16票を獲得、同年の年度代表馬に選出された。

### 4歳時（1958年）
ボールドルーラーの4歳シーズンは足首に異常があったことから遅くなり、5月17日のトボガンハンデキャップ（ベルモントパーク・6ハロン）からであった。133ポンドのトップハンデを課せられたボールドルーラーであったが、それでも16ポンド軽いクレム相手に1分09秒00のタイムで優勝している。以降のボールドルーラーには常に133ポンド以上が課せられる過酷な競馬が続いていったが、フィッツシモンズ調教師は「うちはニューヨークの厩舎だから、どんなに斤量を積まれてもニューヨークで競走したい」と重ハンデにも自信をのぞかせていた。
続くカーターハンデキャップ（ベルモントパーク・7ハロン）では休養明けのギャラントマンとの久々の対戦となり、ギャラントマンが128ポンドの一方、ボールドルーラーには135ポンドが積まれた。それでもボールドルーラーは1分22秒60のタイムで勝ち、2着に22ポンド軽いティックトックという馬、3着にギャラントマンが入った。翌戦のメトロポリタンハンデキャップ（ベルモントパーク・8ハロン）はギャラントマンとの最後の対戦となり、135ポンドを積んだボールドルーラーは、130ポンドのギャラントマンに2馬身離されて2着に敗れた。次走にはローズベンハンデキャップ（7ハロン）が登録されていたが、さらに重い138ポンドが課せられたためこれを回避、その後登録したスタイミーハンデキャップ（9ハロン）に133ポンドを積みながら出走し、21ポンドのハンデ差をつけたアドミラルヴィーという馬を5馬身ちぎって優勝した。続いてのサバーバンハンデキャップ（10ハロン）では同競走歴代3位の斤量134ポンドが課せられ、最後の直線で109ポンドのクレムに猛烈に追い上げられたが、これをハナ差で抑え込んで勝利をもぎ取った。さらにモンマスパーク競馬場で行われたモンマスハンデキャップ（10ハロン）では再び134ポンドが積まれたが、113ポンドのシャープスバーグという馬を3/4馬身差で破って優勝している。
7月26日に行われたブルックリンハンデキャップ（ジャマイカ・9.5ハロン）では、ついに136ポンドが課せられたながらもボールドルーラーは出走した。しかしこの競走ではハンデと距離に苦しみ、直線では力なく走って8頭立ての7着に敗れる惨敗を喫した。さらに、競走後に左前肢の球節を腫らして跛行を呈したため、続行不能とみて競走を引退することになった
。
この年の年末、デイリー・レーシング・フォームとモーニング・テレグラフ紙の選ぶ年度代表馬選考において、ボールドルーラーは1958年の最優秀短距離馬に選出された。

## 評価

### 主な勝鞍
1956年（2歳）　10戦7勝　139,050ドル
ユースフルステークス、ジュヴェナイルステークス、フューチュリティステークス
1957年（3歳）　16戦11勝　415,160ドル
バハマステークス、フラミンゴステークス、ウッドメモリアルステークス、プリークネスステークス、クィーンズカウンティハンデキャップ、ベンジャミンフランクリンハンデキャップ、ヴォスバーグハンデキャップ、ジェロームハンデキャップ、トレントンハンデキャップ
1958年（4歳）　7戦5勝　209,994ドル
スタイミーハンデキャップ、カーターハンデキャップ、トボガンハンデキャップ、サバーバンハンデキャップ、モンマスハンデキャップ

### 年度代表馬
- 1957年 - 年度代表馬
- 1957年 - 最優秀3歳牡馬
- 1958年 - 最優秀短距離馬

### 表彰
- 1973年 - アメリカ競馬殿堂入り
- 1976年 - アケダクト競馬場に「ボールドルーラーハンデキャップ」が創設される
- 1999年 - 『20世紀のアメリカ名馬100選』において、19位に選出される

評価の出典：

## 種牡馬
引退後の1959年、ボールドルーラーはクレイボーンファームに戻され、シンジケートを組まずにホイートリーステーブルとクレイボーンファームのプライベート種牡馬として活動を開始した。1963年にボールドルーラーの初年度産駒が3歳になると、ラムチョップなどの活躍により早くもリーディングサイアーの座を獲得、以後1969年までの7年連続、およびセクレタリアトが三冠を達成した1973年の計8回のリーディングを獲得している。種付け料は公表されていなかったが、1970年当時でおよそ30,000ドルであったと推定されている。ボールドルーラー産駒には早熟の馬が多い傾向にあり、リーディングサイアーながらもセクレタリアトが出るまではクラシック競走に縁がなかった。
後継種牡馬にも恵まれ、なかでもワットアプレジャーが1975-76年の、ラジャババが1980年のリーディングサイアーの座を得ている。ただ、孫世代の種牡馬の時期がミスタープロスペクターの活躍時期と重なってしまったこと、またセクレタリアトの繁殖成績が過剰な期待に応えるものでなかったこともあり、その勢力伸長は鈍化している。そのなかで父系が最も伸びているのはボールドネシアンの子孫で、シアトルスルーを介して伸びる父系が隆盛、21世紀初頭においてもマリブムーンやタピットなどの子孫が活躍している。子孫はボールドルーラーの身体的特徴をよく伝えており、なかでもボールドルーラーの4×3のインブリードを持つエーピーインディはそれが顕著と言われている。
日本へもボールドルーラーの子孫が種牡馬として輸出されている。日本でも流行し、直仔のステューペンダスが東京優駿（日本ダービー）馬ラッキールーラを、孫世代のダストコマンダーとロイヤルスキーが、それぞれ皐月賞優勝馬アズマハンターと桜花賞優勝馬アグネスフローラを出した。このほか、3世代目にあたるパーシャンボーイは日本で外国産馬として走り、宝塚記念を勝っている。

### 主な産駒

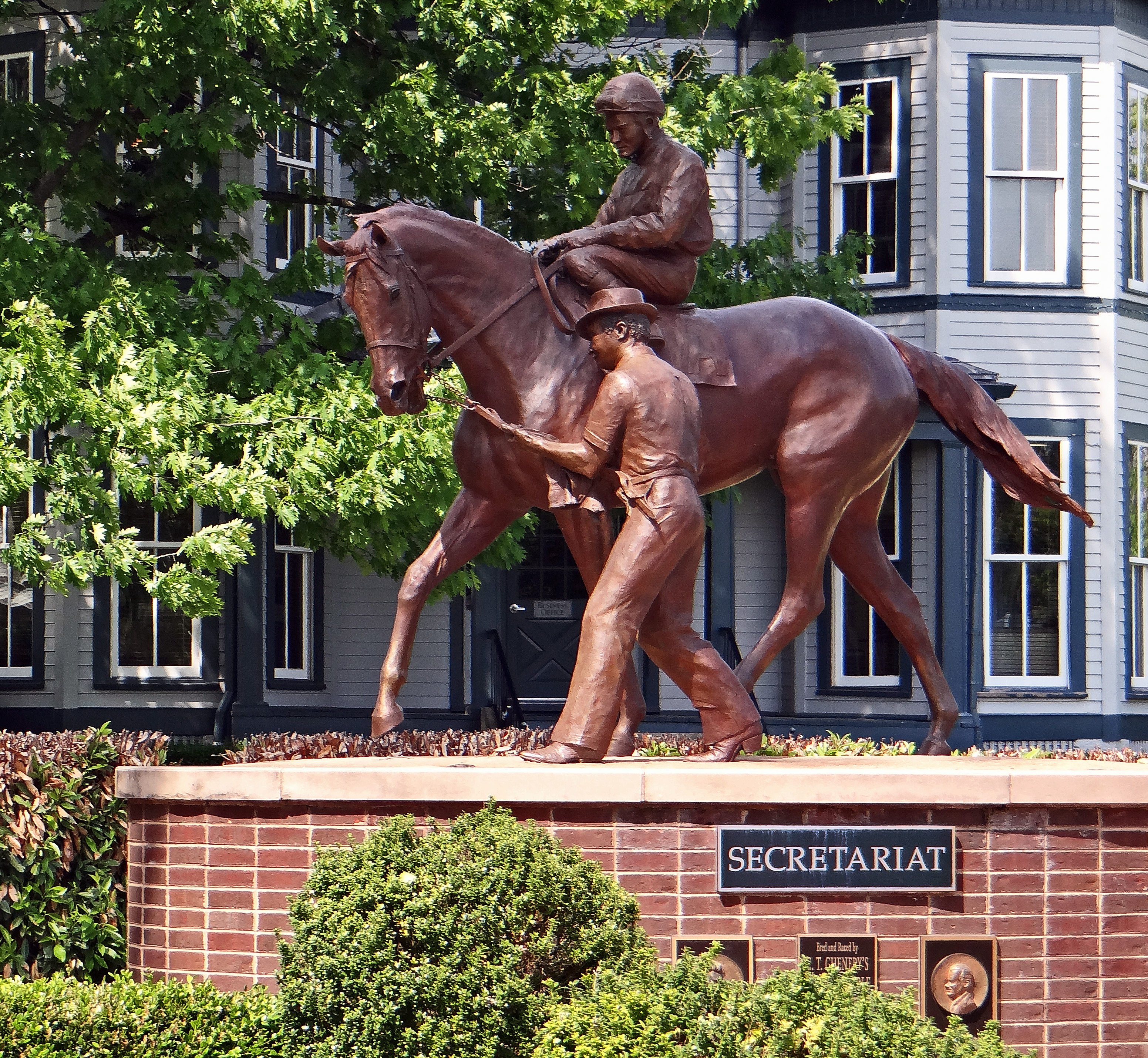
代表産駒セクレタリアトの銅像。

特記がない限り、いずれもアメリカ産・アメリカ調教馬。
ラムチョップ（Lamb Chop）
1960年4月9日生まれの牝馬。母シープスフット、母父カウントフリート。初年度産駒16頭のなかで最も活躍した馬で、コーチングクラブアメリカンオークスやモンマスオークスなど23戦12勝、総獲得賞金324,032ドルを獲得した。1963年最優秀3歳牝馬。しかし、競走生活中に脚の骨を折って安楽死処分されている。
ボールドラッド (1962年生)（Bold Lad）
1962年4月23日生まれの牡馬。母ミスティモーン、母父プリンスキロ。2歳時に大活躍し、ホープフルステークスやフューチュリティステークス、シャンペンステークスなどに優勝、最優秀2歳牡馬に選ばれている。3歳時は低迷したものの、4歳になってメトロポリタンハンデキャップなどに優勝している。総合成績19戦14勝、獲得賞金は516,465ドル。のちに種牡馬となり、ステークス競走勝ち馬30頭を出している。
クィーンエンプレス（Queen Empress）
1962年5月4日生まれの牝馬。母アイリッシュジェイ、母父ダブルジェイ。やはり2歳戦で活躍した馬で、フリゼットステークスやファッションステークスなどで優勝、4歳時もヴェイグランシーハンデキャップなどで勝ち鞍を挙げている。総合成績33戦15勝、獲得賞金は431,428ドル。
ボールドビダー（Bold Bidder）
1962年3月22日生まれの牡馬。母ハイビッド、母父トゥマーケット。2歳時は未出走であったが、一方で4歳時に活躍して1966年の最優秀古牡馬に選ばれた、早熟の多いボールドルーラー産駒では変わり種であった。ホーソーンゴールドカップやワシントンパークハンデキャップなどを勝ったほか、サンタアニタパーク競馬場のチャールズ・S・ストラブステークスでは1分59秒60のトラックレコードを樹立している。総合成績33戦13勝、獲得賞金は478,021ドル。引退後ゲインズウェイファームで種牡馬として活動を始めるが、現役競走馬だった1966年の間にも何頭か種付けしており、1967年には初年度産駒が出ていた。代表産駒はアメリカ殿堂馬スペクタキュラービッドが有名で、そのほかケンタッキーダービー馬キャノネード、ムーラン・ド・ロンシャン賞勝ち馬Mount Hagenなどを出した。1982年に死亡。
ステューペンダス（Stupendous）
1963年3月19日生まれの牡馬。母マグニートー、母父アンビオリックス。1963年生世代のボールドルーラー産駒では最も活躍した馬で、3歳時にゴーサムステークス、4歳時にホイットニーステークスとアーリントンハンデキャップで優勝した。クラシック戦線では振るわなかったが、プリークネスステークスで2着に入っている。総合成績35戦11勝。引退後はイギリスの国立牧場で種牡馬となり、その後日本に輸出され、東京優駿（日本ダービー）勝ち馬ラッキールーラや宝塚記念優勝馬カツアールを出すなどの好成績を収めた。
ボールドネシアン（Boldnesian）
1963年4月14日生まれの牡馬。母アラネシアン、母父ポリネシアン。サンタアニタダービー勝ち馬であったが、クラシック直前に左前肢の関節に骨片が生じたため戦線離脱、そのまま引退に至った。総合成績5戦4勝、獲得賞金107,625ドル。種牡馬としてカナダでリーディングサイアーとなったボールドラックス、ジャージーダービー勝ち馬のボールドリーズニングなどを出した。ボールドリーズニングはシアトルスルーの父となり、その後シアトルスルー系に至る系譜を作っていった。
サクセサー（Successor）
1964年3月27日生まれの牡馬。母ミスティモーン、母父プリンスキロ。上述のボールドラッドの全弟。兄とは逆に早熟馬で、2歳時にガーデンステートステークスやシャンペンステークスなどで7戦6勝の戦績を収め、同世代のドクターフェイガーやダマスカスらを抑えて1966年の最優秀2歳牡馬に選ばれている。3歳時にもローレンスリアライゼーションステークスを勝っているが、クラシックには無縁であった。総合成績25戦7勝、獲得賞金は532,254ドル。種牡馬にはなっているが、その成績は凡庸であった。
ボールドラッド (1964年生)（Bold Lad）
1964年生の牡馬で、アイルランドで生産、おもにイギリスで競走生活を送った馬である。母バーンプライド、母父デモクラティック。ボールドルーラーのアメリカ国外における代表産駒の一頭で、イギリス競馬の2歳戦で活躍、ミドルパークステークスやコヴェントリーステークスなどに優勝した。しかし、3歳になるとスタミナ不足が露呈して不振に終わっている。総合成績9戦5勝。種牡馬としてアイルランドで供用され、自身と同様に短距離馬を多く出している。代表産駒に1000ギニー優勝馬ウォータールー、ジュライカップ優勝馬ネヴァーソーボールド、モルニ賞勝ち馬ダーリングディスプレイなどがいる。
ゲイムリー（Gamely）
1964年2月11日生まれの牝馬。母ギャンベッタ、母父マイバブー。ボールドルーラー産駒ながら2歳戦では使われず、3歳から5歳まで競走生活を送った異端の馬であった。3歳時はアラバマステークスなどに優勝。4歳シーズンから牡馬相手にも果敢に挑戦し、ドクターフェイガーやノーダブルなどと対戦しながら健闘、イングルウッドハンデキャップでは牡馬相手に勝利を手にしている。5歳時にはベルデイムステークスの連覇を達成している。1967年最優秀3歳牝馬、1968・1969年最優秀古牝馬。繁殖牝馬としては初仔のセリーニ（父ラウンドテーブル）がデューハーストステークスを制したことから期待が寄せられていたが、2頭目を産んだ直後の1975年に死亡した。その後1980年に殿堂入り。20世紀のアメリカ名馬100選87位。
ヴィトリオリック（Vitriolic）
1965年3月3日生まれの牡馬。母サーカスティック、母父アンビオリックス。やはり2歳時に活躍した馬で、当時の2歳戦最高賞金額であったアーリントンワシントンフューチュリティなどを含む13戦6勝を挙げて最優秀2歳牡馬に選出された。4歳まで競走生活を送ったが、3歳以降は低迷していた。総合成績21戦9勝、獲得賞金453,558ドル。種牡馬としてサンタアニタダービー勝ち馬デストロイヤーなどを出した。
ワットアプレジャー（What a Pleasure）
1965年4月24日生まれの牡馬。母グレイフライト、母父マームード。ヴィトリオリックほどではないが2歳戦で活躍し、ナショナルスタリオンステークスとホープフルステークスで優勝している。総合成績18戦6勝、獲得賞金は164,935ドル。種牡馬としての成績が顕著で、産駒498頭のうち300頭が勝ち上がり、50頭がステークス勝ち馬となっている。代表産駒にはケンタッキーダービー勝ち馬でアメリカ殿堂馬のフーリッシュプレジャー、トラヴァーズステークスなどを制したオネストプレジャーなどがおり、これらの活躍により1975・1976年の連続でアメリカリーディングサイアーを獲得した。1983年に心筋梗塞のため死亡。
ラジャババ（Raja Baba）
1968年4月5日生まれの牡馬。母ミッシーババ、母父マイバブー（またはタルヤー）。競走馬としてはデラウェアバレーハンデキャップなどに勝って41戦7勝、獲得賞金は123,287ドル。種牡馬として成功し、ブリーダーズカップ・ジュヴェナイル優勝馬イズイットトゥルー、ブリーダーズカップ・ディスタフ優勝馬サカウイスタ、などを出し、また1980年のリーディングサイアーの座を獲得している。2002年死亡。
セクレタリアト（Secretariat）
1970年3月30日生まれの牡馬。母サムシングロイヤル、母父プリンスキロ。史上9頭目のアメリカ三冠馬で、2歳・3歳時に年度代表馬を獲得するなどの偉業を達成し、引退翌年の1974年にアメリカ殿堂入りしている。20世紀のアメリカ名馬100選第2位。総合成績21戦16勝、獲得賞金1,316,808ドル。種牡馬としてもそれなりの成績を収め、代表産駒に二冠馬リズンスター、殿堂馬レディーズシークレットなどがいる。1989年死亡。

### 母父としての主な産駒
- シャダイソフィア - 1980年3月19日生まれ、父ノーザンテースト、牝馬。桜花賞、阪急杯、函館3歳ステークス優勝[45]。
- イントレピディティ（Intrepidity） - 1990年生まれ、父サドラーズウェルズ、牝馬。イギリスオークス、ヴェルメイユ賞、サンタラリ賞優勝[46]。
- クイックアズライトニング（Quick as Lightning） - 1977年3月17日生まれ、父バックパサー、牝馬。1000ギニー、フィリーズマイル優勝[47]。
- オートバイオグラフィ（Autobiography）1968年3月9日生まれ、父スカイハイ、牡馬。ジョッキークラブゴールドカップ、エクセルシオールハンデキャップ、ウィンチェスターハンデキャップなど優勝。1972年アメリカ最優秀古牡馬。[48][49]。
- アッパーケース（Upper Case） - 1969年2月27日生まれ、父ラウンドテーブル、牡馬。フロリダダービー、ウッドメモリアルステークス優勝[50]。
- プライヴェートタームズ（Private Terms） - 1985年4月6日生まれ、父プライヴェートアカウント、牡馬。ウッドメモリアルステークスなど優勝。種牡馬としてソウルオブザマターなどを出す[51][52]。
- ポッセ（Posse） - 1977年5月15日生まれ、父フォルリ、牡馬。サセックスステークス、セントジェイムズパレスステークス優勝。種牡馬としてシェリフズスターなどを出す[53]。
- エフェーヴシング（Effervescing） - 1973年3月28日生まれ、父ルファビュリュー、牡馬。マンノウォーステークスなど優勝[54]
- イントレピッドヒーロー（Intrepid Hero） - 1972年3月20日生まれ、父フォルリ、牡馬。ハリウッドダービー、ユナイテッドネイションズハンデキャップなどに優勝[55][56]。
- クリスマスパスト（Christmas Past） - 1979年4月15日生まれ、父グレイドーン、牝馬。コーチングクラブアメリカンオークス、ガルフストリームパークハンデキャップ、ラフィアンハンデキャップなど優勝。1982年エクリプス賞最優秀3歳牝馬。[57]

### 晩年
種牡馬として絶頂期にあった1970年の種付けシーズンが終わった頃、ボールドルーラーはやせ細り、苦しげに呼吸をするようになった。原因は競走馬としては極めて珍しい鼻腔の癌で、鼻からの出血も多くなっていた。このため、ボールドルーラーは治療のためにオーバーン大学に送られ、全身麻酔の上での鼻腔の腫瘍除去、および放射線治療による癌細胞の抑制が試みられた。この手術の甲斐あってボールドルーラーは復活し、翌年1971年にも37頭の牝馬に種付けを行っていた。しかし、同年の種付けシーズン後に腫瘍が首に転移・発達しているのが発覚する。所有者であったグラディス・フィップスもすでに前年に没していたこともあり、1971年7月12日に安楽死の処置がとられた。
没後の1973年、アメリカ競馬名誉の殿堂博物館はボールドルーラーの競走成績を評価し、その殿堂入りを発表した。このほか、アケダクト競馬場は1976年に「ボールドルーラーハンデキャップ」を創設し、また1999年には競馬情報誌ブラッド・ホースが選ぶ20世紀のアメリカ名馬100選において41位に選出されている。

## 血統表
| ボールドルーラーの血統  | ボールドルーラーの血統       | ボールドルーラーの血統 | （血統表の出典）    | （血統表の出典） |
| 父系                    | ナスルーラ系                 | ナスルーラ系           | ナスルーラ系        | [ § 2 ]          |
| 父 Nasrullah 1940 鹿毛  | 父の父Nearco 1935 黒鹿毛     | Pharos                 | Phalaris            | Phalaris         |
| 父 Nasrullah 1940 鹿毛  | 父の父Nearco 1935 黒鹿毛     | Pharos                 | Scapa Flow          |                  |
| 父 Nasrullah 1940 鹿毛  | 父の父Nearco 1935 黒鹿毛     | Nogara                 | Havresac            | Havresac         |
| 父 Nasrullah 1940 鹿毛  | 父の父Nearco 1935 黒鹿毛     | Nogara                 | Catnip              |                  |
| 父 Nasrullah 1940 鹿毛  | 父の母Mumtaz Begum 1932 鹿毛 | Blenheim               | Blandford           | Blandford        |
| 父 Nasrullah 1940 鹿毛  | 父の母Mumtaz Begum 1932 鹿毛 | Blenheim               | Malva               |                  |
| 父 Nasrullah 1940 鹿毛  | 父の母Mumtaz Begum 1932 鹿毛 | Mumtaz Mahal           | The Tetrarch        | The Tetrarch     |
| 父 Nasrullah 1940 鹿毛  | 父の母Mumtaz Begum 1932 鹿毛 | Mumtaz Mahal           | Lady Josephine      |                  |
| 母 Miss Disco 1944 鹿毛 | 母の父Discovery 1931 栗毛    | Display                | Fair Play           | Fair Play        |
| 母 Miss Disco 1944 鹿毛 | 母の父Discovery 1931 栗毛    | Display                | Cicuta              |                  |
| 母 Miss Disco 1944 鹿毛 | 母の父Discovery 1931 栗毛    | Ariadne                | Light Brigade       | Light Brigade    |
| 母 Miss Disco 1944 鹿毛 | 母の父Discovery 1931 栗毛    | Ariadne                | Adrienne            |                  |
| 母 Miss Disco 1944 鹿毛 | 母の母Outdone 1936 鹿毛      | Pompey                 | Sun Briar           | Sun Briar        |
| 母 Miss Disco 1944 鹿毛 | 母の母Outdone 1936 鹿毛      | Pompey                 | Cleopatra           |                  |
| 母 Miss Disco 1944 鹿毛 | 母の母Outdone 1936 鹿毛      | Sweep Out              | Sweep On            | Sweep On         |
| 母 Miss Disco 1944 鹿毛 | 母の母Outdone 1936 鹿毛      | Sweep Out              | Dugout              |                  |
| 母系(F-No.)             | (FN:8-d)                     | (FN:8-d)               | (FN:8-d)            | [ § 3 ]          |
| 5代内の近親交配         | Sundridge 5x5=6.25%          | Sundridge 5x5=6.25%    | Sundridge 5x5=6.25% | [ § 4 ]          |
| 出典                    | 1. 2. 3. 4.                  | 1. 2. 3. 4.            | 1. 2. 3. 4.         | 1. 2. 3. 4.      |

母馬ミスディスコ（Miss Disco）は1944年生のディスカヴァリー産駒で、アルフレッド・グウィン・ヴァンダービルト2世が生産した馬であった。ヴァンダービルト2世は1945年に第二次世界大戦へ出征しているが、それに際して所有していた1歳馬を売り払っており、そのなかにミスディスコも入っていた。ニューヨーク州メドウブルックで行われたイヤリングセールにおいて、ミスディスコはシドニー・S・シュッパーという人物に2,100ドルで落札され、アンソニー・パスキュマ調教師の馴致のもと競走生活を送り、1947年のテストステークスや1948年のインターバラハンデキャップなどに優勝、6歳まで走って生涯で54戦10勝、80,250ドルの賞金を稼ぎだしていた。
引退後はハンコックに購入されてフィップスが譲り受け、以後クレイボーンファームで繁殖牝馬となった。ボールドルーラー以外の主な産駒では、第2仔でナスルーラと最初に配合されて生まれたインディペンデンス（Independence、1952年生）が障害競走で活躍、また1955年生の第5仔ナスコ（Nasco）がサラナクハンデキャップで優勝している。1957年生の牝馬フーリッシュワン（Foolish One、父トムフール）は未出走で繁殖入りし、ファニーフェロー（ローレンスリアライゼーションステークスなど）・プロタント（ホイットニーステークスなど）・マンデラ（プリンセスロイヤルステークス(英G3)など）のステークス勝ち馬3頭を輩出、マンデラに至ってはセントレジャーステークス優勝馬タッチングウッドを出すなど牝系を伸ばしている。